# Wereldkampioenschap superbike van Magny-Cours 2009
Het wereldkampioenschap superbike van Magny-Cours 2009 was de dertiende ronde van het wereldkampioenschap superbike en het wereldkampioenschap Supersport 2009. De races werden verreden op 4 oktober 2009 op het Circuit Magny-Cours nabij Magny-Cours, Frankrijk.

## Superbike

### Race 1
| Pos | Nr  | Rijder            | Constructeur | Rondes | Tijd        | Grid | Punten |
| --- | --- | ----------------- | ------------ | ------ | ----------- | ---- | ------ |
| 1   | 19  | Ben Spies         | Yamaha       | 23     | 37:57.110   | 1    | 25     |
| 2   | 41  | Noriyuki Haga     | Ducati       | 23     | +0.181      | 5    | 20     |
| 3   | 3   | Max Biaggi        | Aprilia      | 23     | +5.009      | 4    | 16     |
| 4   | 84  | Michel Fabrizio   | Ducati       | 23     | +16.347     | 3    | 13     |
| 5   | 91  | Leon Haslam       | Honda        | 23     | +22.622     | 6    | 11     |
| 6   | 7   | Carlos Checa      | Honda        | 23     | +24.948     | 12   | 10     |
| 7   | 71  | Yukio Kagayama    | Suzuki       | 23     | +27.144     | 13   | 9      |
| 8   | 67  | Shane Byrne       | Ducati       | 23     | +27.578     | 9    | 8      |
| 9   | 11  | Troy Corser       | BMW          | 23     | +28.486     | 8    | 7      |
| 10  | 96  | Jakub Smrž        | Ducati       | 23     | +28.716     | 10   | 6      |
| 11  | 111 | Rubén Xaus        | BMW          | 23     | +52.680     | 15   | 5      |
| 12  | 15  | Matteo Baiocco    | Ducati       | 23     | +1:01.372   | 18   | 4      |
| 13  | 99  | Luca Scassa       | Kawasaki     | 23     | +1:05.123   | 22   | 3      |
| 14  | 25  | David Salom       | Kawasaki     | 23     | +1:05.483   | 20   | 2      |
| 15  | 94  | David Checa       | Yamaha       | 23     | +1:05.672   | 21   | 1      |
| 16  | 88  | Roland Resch      | Suzuki       | 23     | +1:29.284   | 24   |        |
| 17  | 40  | Flavio Gentile    | Honda        | 22     | +1 ronde    | 25   |        |
| DNF | 22  | Leon Camier       | Aprilia      | 20     | Uitgevallen | 16   |        |
| DNF | 132 | Sheridan Morais   | Kawasaki     | 13     | Uitgevallen | 23   |        |
| DNF | 10  | Fonsi Nieto       | Ducati       | 12     | Uitgevallen | 7    |        |
| DNF | 23  | Broc Parkes       | Kawasaki     | 10     | Uitgevallen | 19   |        |
| DNF | 65  | Jonathan Rea      | Honda        | 8      | Uitgevallen | 2    |        |
| DNF | 77  | Vittorio Iannuzzo | Honda        | 5      | Uitgevallen | 26   |        |
| DNF | 9   | Ryuichi Kiyonari  | Honda        | 3      | Ongeluk     | 17   |        |
| DNF | 31  | Karl Muggeridge   | Suzuki       | 3      | Uitgevallen | 11   |        |
| DNF | 66  | Tom Sykes         | Yamaha       | 1      | Ongeluk     | 14   |        |

### Race 2
| Pos | Nr  | Rijder            | Constructeur | Rondes | Tijd         | Grid | Punten |
| --- | --- | ----------------- | ------------ | ------ | ------------ | ---- | ------ |
| 1   | 41  | Noriyuki Haga     | Ducati       | 23     | 38:00.282    | 5    | 25     |
| 2   | 3   | Max Biaggi        | Aprilia      | 23     | +1.480       | 4    | 20     |
| 3   | 65  | Jonathan Rea      | Honda        | 23     | +6.024       | 2    | 16     |
| 4   | 19  | Ben Spies         | Yamaha       | 23     | +18.135      | 1    | 13     |
| 5   | 91  | Leon Haslam       | Honda        | 23     | +21.236      | 6    | 11     |
| 6   | 71  | Yukio Kagayama    | Suzuki       | 23     | +23.647      | 13   | 10     |
| 7   | 67  | Shane Byrne       | Ducati       | 23     | +23.701      | 9    | 9      |
| 8   | 31  | Karl Muggeridge   | Suzuki       | 23     | +24.838      | 11   | 8      |
| 9   | 7   | Carlos Checa      | Honda        | 23     | +31.455      | 12   | 7      |
| 10  | 11  | Troy Corser       | BMW          | 23     | +32.507      | 8    | 6      |
| 11  | 10  | Fonsi Nieto       | Ducati       | 23     | +37.594      | 7    | 5      |
| 12  | 111 | Rubén Xaus        | BMW          | 23     | +44.727      | 15   | 4      |
| 13  | 84  | Michel Fabrizio   | Ducati       | 23     | +49.782      | 3    | 3      |
| 14  | 15  | Matteo Baiocco    | Ducati       | 23     | +50.345      | 18   | 2      |
| 15  | 23  | Broc Parkes       | Kawasaki     | 23     | +56.209      | 19   | 1      |
| 16  | 25  | David Salom       | Kawasaki     | 23     | +58.796      | 20   |        |
| 17  | 94  | David Checa       | Yamaha       | 23     | +1:00.391    | 21   |        |
| 18  | 88  | Roland Resch      | Suzuki       | 23     | +1:20.777    | 24   |        |
| 19  | 132 | Sheridan Morais   | Kawasaki     | 23     | +1:24.318    | 23   |        |
| DNF | 22  | Leon Camier       | Aprilia      | 15     | Uitgevallen  | 16   |        |
| DNF | 99  | Luca Scassa       | Kawasaki     | 14     | Uitgevallen  | 22   |        |
| DNF | 96  | Jakub Smrž        | Ducati       | 13     | Uitgevallen  | 10   |        |
| DNF | 77  | Vittorio Iannuzzo | Honda        | 12     | Uitgevallen  | 26   |        |
| DNF | 66  | Tom Sykes         | Yamaha       | 3      | Ongeluk      | 14   |        |
| DNS | 9   | Ryuichi Kiyonari  | Honda        | 0      | Niet gestart | 17   |        |
| DNS | 40  | Flavio Gentile    | Honda        | 0      | Niet gestart | 25   |        |

## Supersport
De race werd na 19 ronden afgebroken vanwege een ongeluk van Michele Pirro en werd niet herstart.
| Pos | Nr  | Rijder            | Constructeur | Rondes | Tijd        | Grid | Punten |
| --- | --- | ----------------- | ------------ | ------ | ----------- | ---- | ------ |
| 1   | 26  | Joan Lascorz      | Kawasaki     | 19     | 32:21.660   | 2    | 25     |
| 2   | 35  | Cal Crutchlow     | Yamaha       | 19     | +0.937      | 1    | 20     |
| 3   | 54  | Kenan Sofuoğlu    | Honda        | 19     | +5.910      | 3    | 16     |
| 4   | 13  | Anthony West      | Honda        | 19     | +20.797     | 16   | 13     |
| 5   | 8   | Mark Aitchison    | Honda        | 19     | +20.992     | 8    | 11     |
| 6   | 1   | Andrew Pitt       | Honda        | 19     | +21.232     | 9    | 10     |
| 7   | 21  | Katsuaki Fujiwara | Kawasaki     | 19     | +21.441     | 7    | 9      |
| 8   | 55  | Massimo Roccoli   | Honda        | 19     | +23.539     | 14   | 8      |
| 9   | 14  | Matthieu Lagrive  | Honda        | 19     | +24.654     | 11   | 7      |
| 10  | 51  | Michele Pirro     | Yamaha       | 19     | +35.848     | 5    | 6      |
| 11  | 199 | Olivier Four      | Honda        | 19     | +36.243     | 19   | 5      |
| 12  | 117 | Miguel Praia      | Honda        | 19     | +36.803     | 13   | 4      |
| 13  | 50  | Eugene Laverty    | Honda        | 19     | +52.022     | 4    | 3      |
| 14  | 101 | Kev Coghlan       | Yamaha       | 19     | +55.274     | 21   | 2      |
| 15  | 28  | Arie Vos          | Honda        | 19     | +55.831     | 18   | 1      |
| 16  | 82  | Julien Enjolras   | Triumph      | 19     | +56.277     | 24   |        |
| NC  | 45  | Dan Linfoot       | Yamaha       | 19     | +55.550     | 20   |        |
| NC  | 9   | Danilo Dell'Omo   | Honda        | 19     | +56.753     | 26   |        |
| NC  | 88  | Yannick Guerra    | Yamaha       | 19     | +1:13.676   | 28   |        |
| DNF | 77  | Barry Veneman     | Honda        | 19     | Uitgevallen | 12   |        |
| DNF | 25  | Michael Laverty   | Honda        | 18     | Uitgevallen | 17   |        |
| DNF | 22  | Robert Mureșan    | Triumph      | 17     | Uitgevallen | 23   |        |
| DNF | 24  | Garry McCoy       | Triumph      | 13     | Uitgevallen | 10   |        |
| DNF | 30  | Jesco Günther     | Honda        | 13     | Uitgevallen | 27   |        |
| DNF | 5   | Doni Tata Pradita | Yamaha       | 11     | Uitgevallen | 22   |        |
| DNF | 99  | Fabien Foret      | Yamaha       | 6      | Uitgevallen | 6    |        |
| DNF | 61  | Fabrice Auger     | Yamaha       | 4      | Uitgevallen | 29   |        |
| DNF | 23  | Chaz Davies       | Triumph      | 3      | Uitgevallen | 15   |        |
| DNF | 16  | Sam Lowes         | Honda        | 2      | Uitgevallen | 25   |        |

## Tussenstanden na wedstrijd

### Superbike
| Pos | Nr | Rijder          | Team    | Punten |
| --- | -- | --------------- | ------- | ------ |
| 1   | 41 | Noriyuki Haga   | Ducati  | 436    |
| 2   | 19 | Ben Spies       | Yamaha  | 426    |
| 3   | 84 | Michel Fabrizio | Ducati  | 346    |
| 4   | 3  | Max Biaggi      | Aprilia | 293    |
| 5   | 65 | Jonathan Rea    | Honda   | 279    |

### Supersport
| Pos | Nr | Rijder         | Team     | Punten |
| --- | -- | -------------- | -------- | ------ |
| 1   | 35 | Cal Crutchlow  | Yamaha   | 230    |
| 2   | 50 | Eugene Laverty | Honda    | 211    |
| 3   | 54 | Kenan Sofuoğlu | Honda    | 169    |
| 4   | 26 | Joan Lascorz   | Kawasaki | 163    |
| 5   | 13 | Anthony West   | Honda    | 117    |

1991 · 2003 · 2004 · 2005 · 2006 · 2007 · 2008 · 2009 · 2010 · 2011 · 2012 · 2013 · 2014 · 2015 · 2016 · 2017 · 2018 · 2019 · 2020 · 2021 · 2022 · 2023 · 2024 · 2025